# Lista das cidades mais populosas da Índia
Esse anexo lista as cidades da Índia por população, segundo dados de 2011. Apesar de ter uma população que ultrapassa os 1,2 bilhão de habitantes, e, em contrapartida, de possuí apenas 15,1% de seus habitantes vivendo em cidades (isto é, vivendo em núcleos urbanos), o país asiático possui mais de 40 cidades com mais de 1 milhão de habitantes, um número alto — Bombaim, a mais populosa do país, possuí um dos maiores núcleos urbanos do mundo —, bem acima de países com um nível maior de industrialização, como Estados Unidos, com 9, Japão, com 11, e Alemanha, com apenas 4 cidades com mais de 1 milhão de moradores (dados de 2011).
Dentre os estados indianos que mais possuem cidades com mais de um milhão de residentes, estão Guzerate, Utar Pradexe e Maarastra, com destaque para esse último, figurando como estado que mais aparece nessa lista, possuindo 10 participações.
O estado de Biar, no norte do país, é uma exceção, pois, apesar de ser o terceiro mais populoso do país, com mais de 103 milhões de habitantes em 2011, só possuí uma cidade com mais de um milhão de habitantes, a capital, Patna — uma vez que apenas 11% de sua população é urbana, enquanto os 89% restantantes (mais de 92 milhões de pessoas) vivem no campo, ou seja, em núcleo rural.

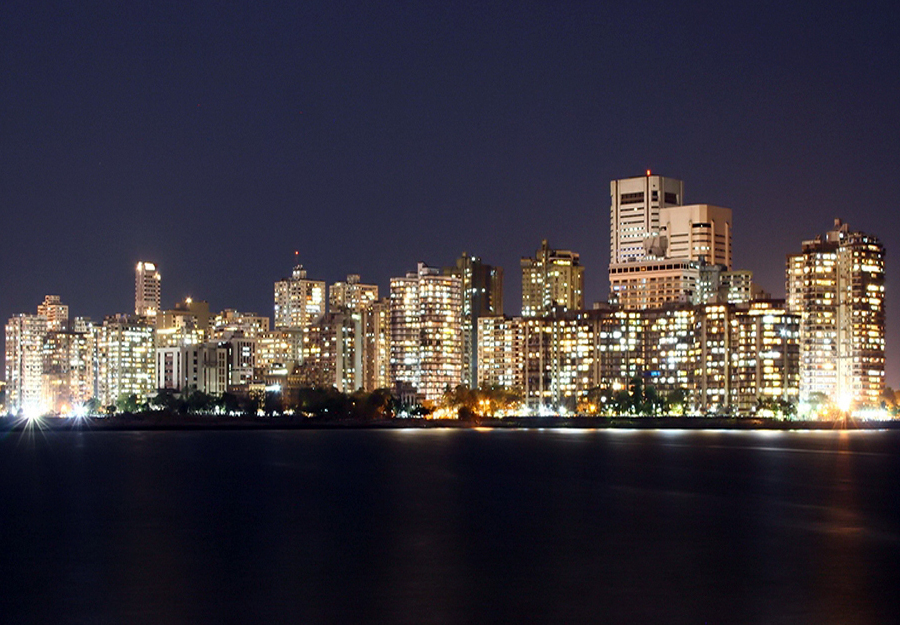
Bombaim, capital e maior cidade do estado de Maarastra, é também a maior e mais populosa cidade da Índia

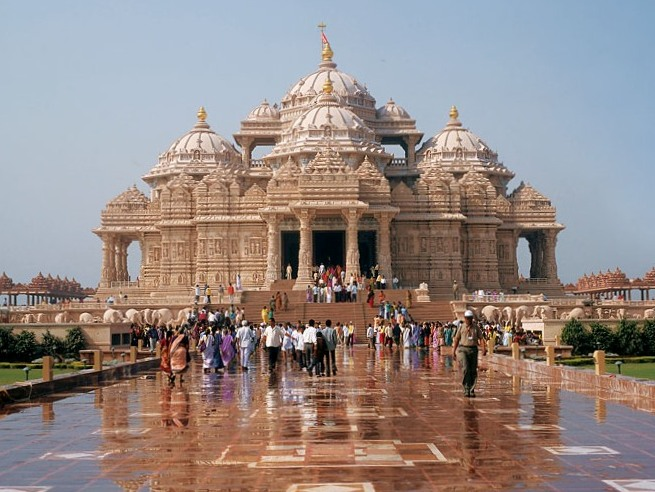
Déli, complexo urbano onde se localiza a capital do país, Nova Déli, é a segunda maior cidade da Índia

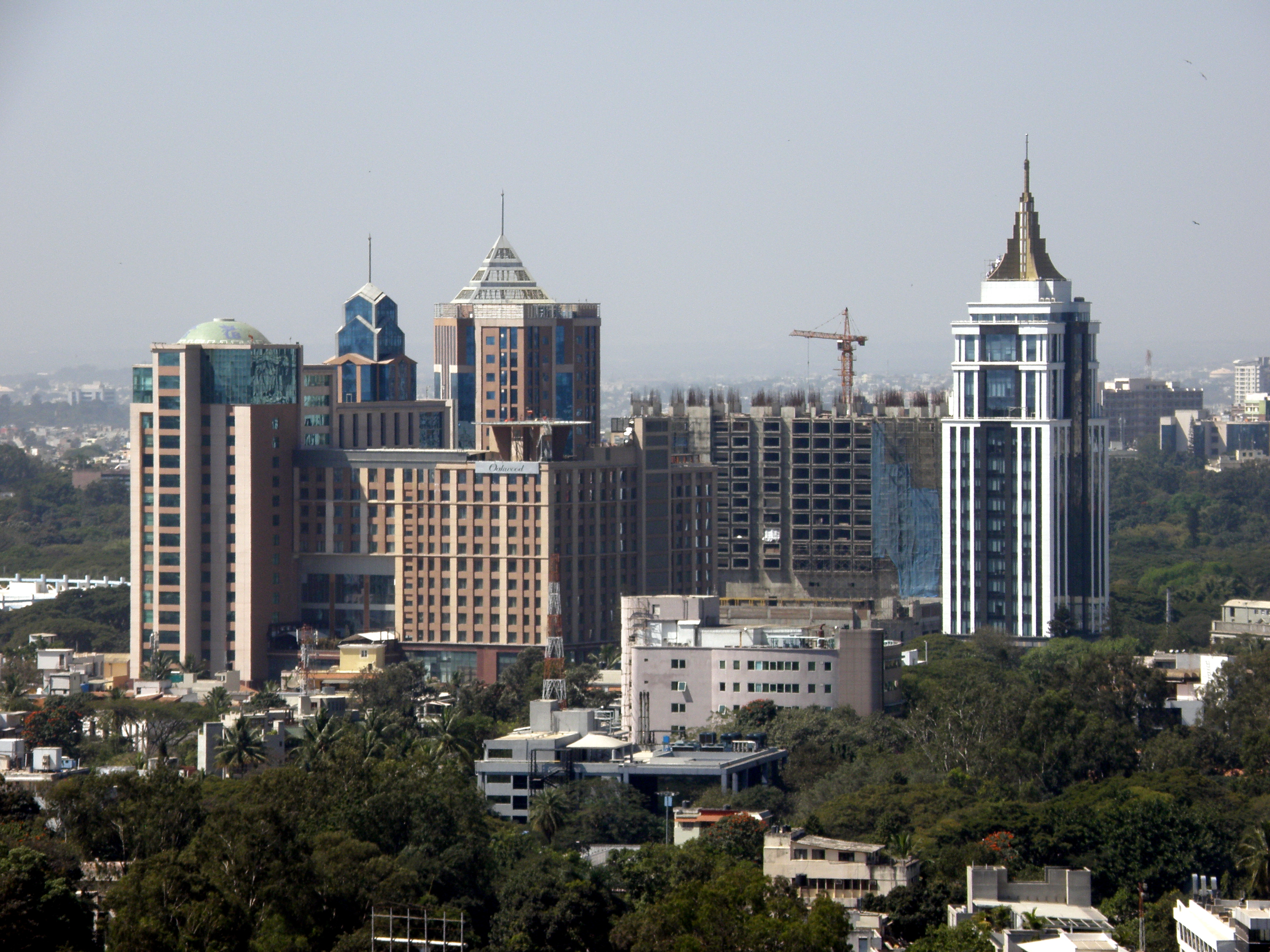
Bangalore, capital do estado de Karnataka, é a terceira cidade mais populosa da Índia

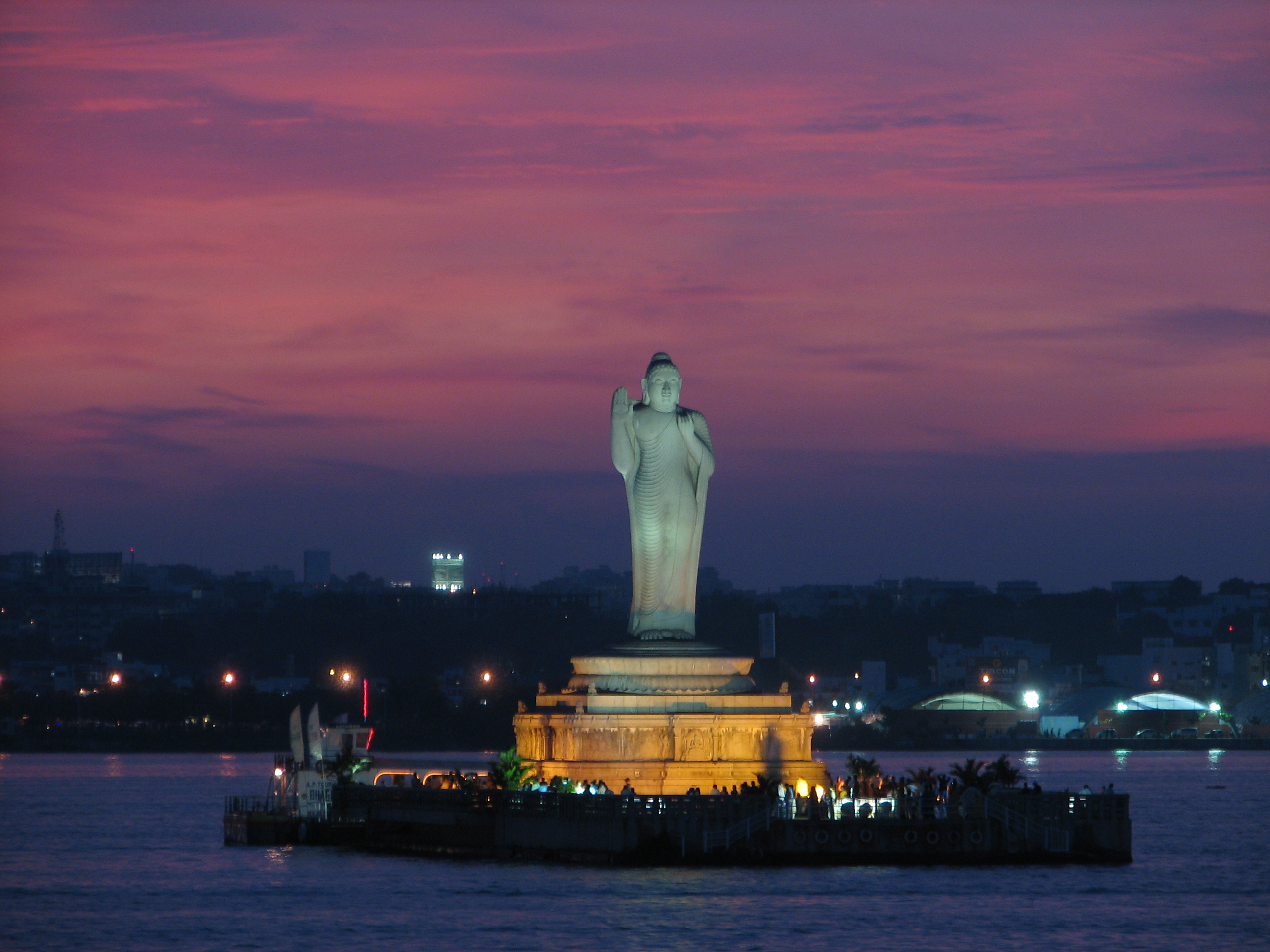
Hyderabad, capital do estado de Andra Pradexe, figura como a quarta mais populosa cidade indiana

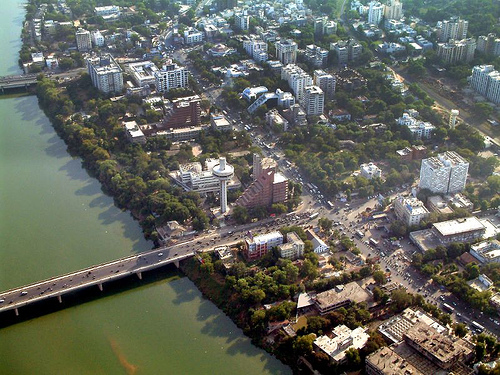
Ahmedabad, localizada no estado de Guzerate, é a quinta maior cidade da Índia

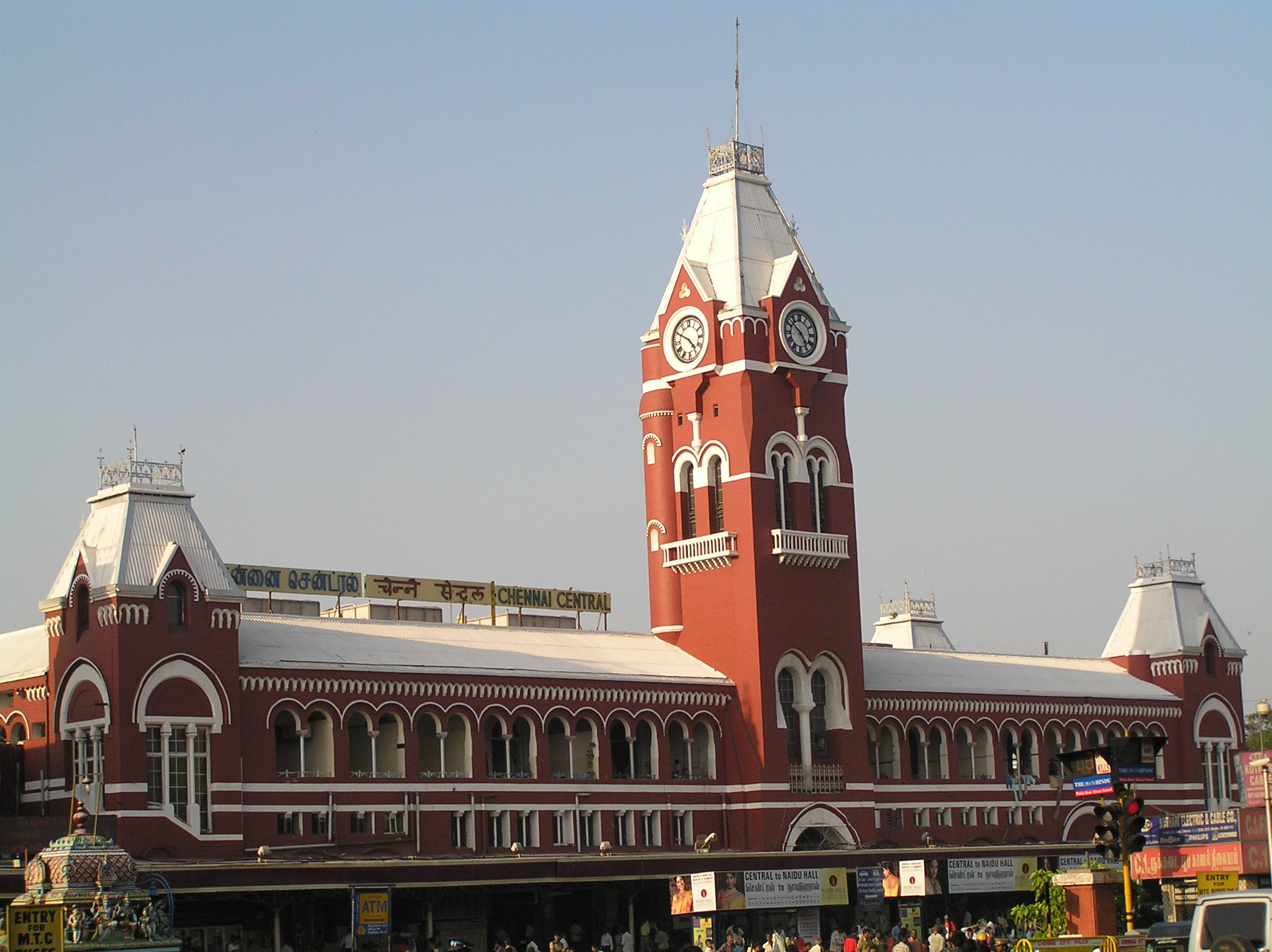
Chennai, ou Madras, no sul do país, é a sexta cidade indiana mais populosa

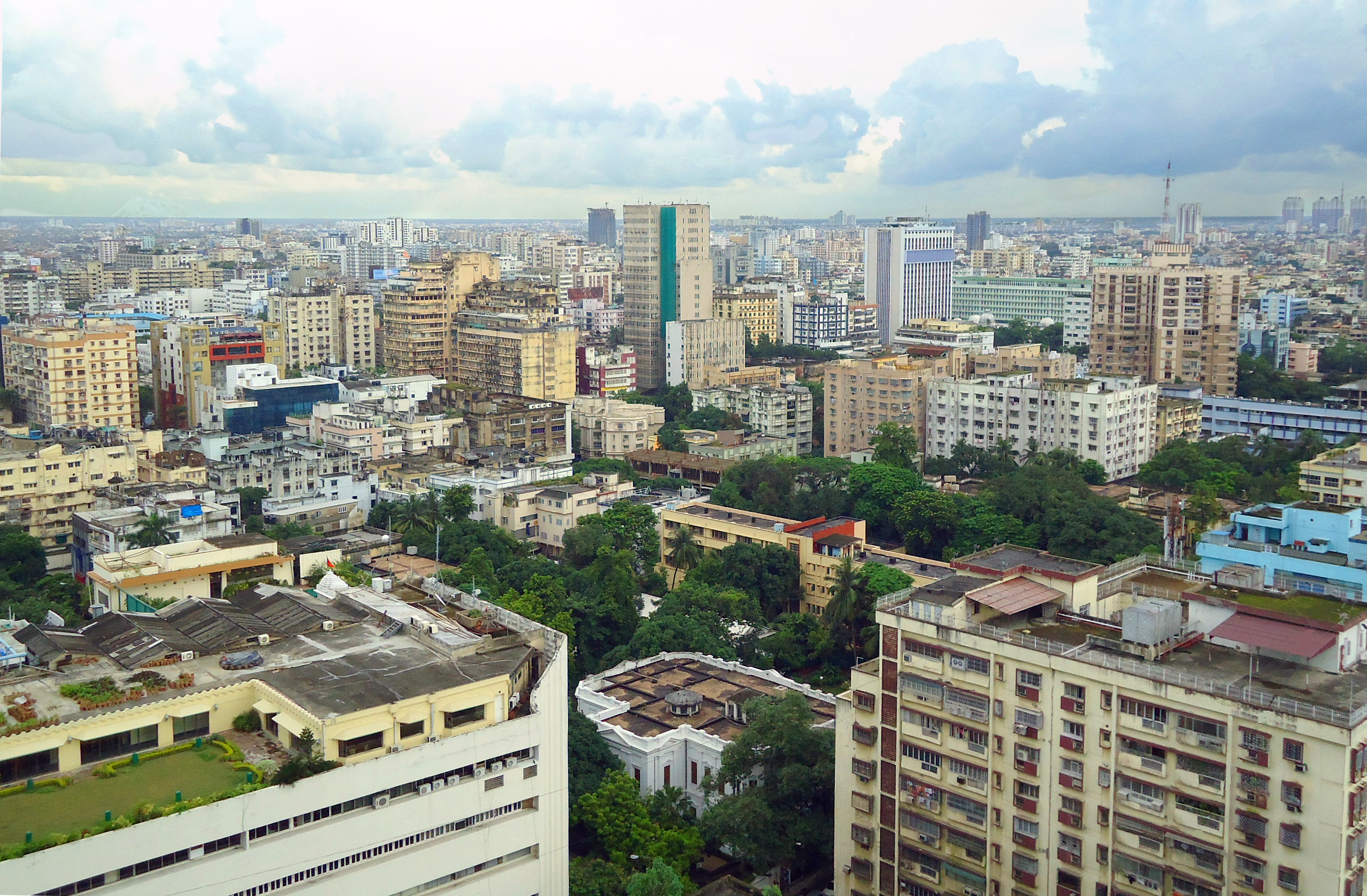
Calcutá, capital do estado de Bengala Ocidental, é a sétima cidade mais populosa da Índia

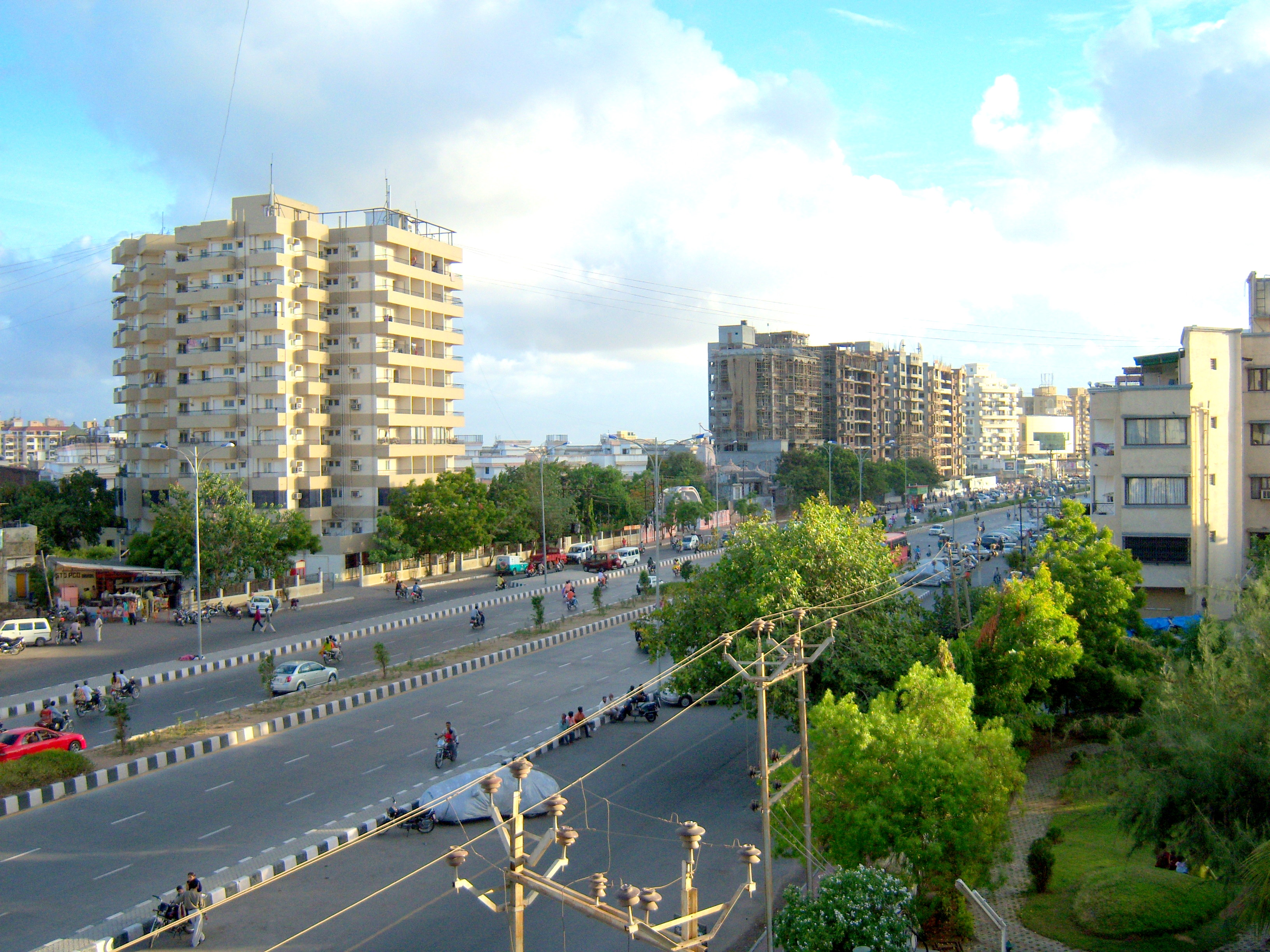
Surat, segunda maior cidade do estado de Guzerate, é a oitava maior cidade do país em termos populacionais

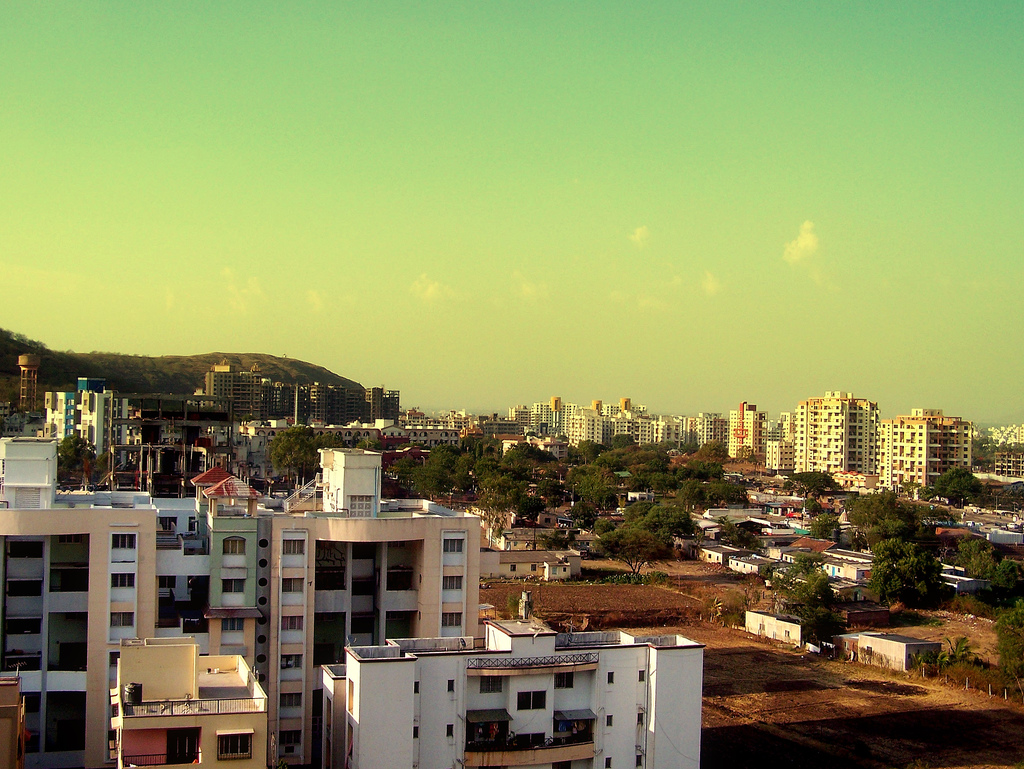
Pune, no estado de Maarastra, é a nona cidade indiana mais populosa

## Ranking

### Acima de 1 milhão de habitantes
Em negrito, as cidades capitais de seus respectivos estados/territórios
| Posição | Cidade           | Estado            |           | População (Census de 2001) |
| ------- | ---------------- | ----------------- | --------- | -------------------------- |
| 1       | Bombaim          | Maarastra         |           | 12.478.447                 |
| 2       | Déli             | TCN               |           | 9.879.172                  |
| 3       | Bangalore        | Karnataka         |           | 5.438.065                  |
| 4       | Hyderabad        | Andra Pradexe     |           | 3.637.483                  |
| 5       | Ahmedabad        | Guzerate          |           | 3.520.085                  |
| 6       | Chennai          | Tamil Nadu        |           | 4.343.645                  |
| 7       | Calcutá          | Bengala Ocidental |           | 4.572.876                  |
| 8       | Surat            | Guzerate          |           | 2.433.835                  |
| 9       | Pune             | Maarastra         |           | 2.538.473                  |
| 10      | Jaipur           | Rajastão          |           | 2.322.575                  |
| 11      | Lucknow          | Utar Pradexe      | 2.815.601 | 2.185.927                  |
| 12      | Kanpur           | Utar Pradexe      | 2.767.031 | 2.551.337                  |
| 13      | Nagpur           | Maarastra         | 2.405.421 | 2.052.066                  |
| 14      | Indore           | Madia Pradexe     | 1.960.600 | 1.474.968                  |
| 15      | Thane            | Maarastra         | 1.818.872 | 1.262.551                  |
| 16      | Bhopal           | Madia Pradexe     | 1.795.648 | 1.437.354                  |
| 17      | Visakhapatnam    | Andra Pradexe     | 1.730.300 | 982.904                    |
| 18      | Pimpri-Chinchwad | Maarastra         | 1.729.360 | 1.012.472                  |
| 19      | Patna            | Biar              | 1.683.200 | 1.366.440                  |
| 20      | Vadodara         | Guzerate          | 1.666.700 | 1.306.220                  |
| 21      | Gaziabade        | Utar Pradexe      | 1.636.030 | 968.200                    |
| 22      | Ludhiana         | Punjabe           | 1.613.878 | 1.398.400                  |
| 23      | Agra             | Utar Pradexe      | 1.574.500 | 1.275.200                  |
| 24      | Nashik           | Maarastra         | 1.483.900 | 1.077.230                  |
| 25      | Faridabad        | Hariana           | 1.404.650 | 1.055.900                  |
| 26      | Jamshedpur       | Jarcande          | 1.337.131 | 1.020.834                  |
| 27      | Meerut           | Utar Pradexe      | 1.309.020 | 1.068.770                  |
| 28      | Rajkot           | Guzerate          | 1.286.995 | 967.470                    |
| 29      | Kalyan           | Maarastra         | 1.246.381 | 1.193.512                  |
| 30      | Vasai-Virar      | Maarastra         | 1.221.233 | 1.007.400                  |
| 31      | Varanasi         | Utar Pradexe      | 1.201.815 | 1.091.900                  |
| 32      | Srinagar         | Jamu e Caxemira   | 1.192.792 | 898.440                    |
| 33      | Aurangabad       | Maarastra         | 1.171.300 | 873.811                    |
| 34      | Dhanbad          | Jarcande          | 1.161.561 | 520.030                    |
| 35      | Amritsar         | Guzerate          | 1.132.760 | 966.862                    |
| 36      | Nova Bombaim     | Maarastra         | 1.119.400 | 704.002                    |
| 37      | Allahabad        | Utar Pradexe      | 1.117.094 | 975.393                    |
| 38      | Ranchi           | Jarcande          | 1.073.440 | 847.093                    |
| 39      | Howrah           | Bengala Ocidental | 1.072.161 | 1.007.532                  |
| 40      | Coimbatore       | Tamil Nadu        | 1.061.400 | 930.880                    |
| 41      | Jabalpur         | Madia Pradexe     | 1.054.336 | 932.484                    |
| 42      | Gwalior          | Madia Pradexe     | 1.053.505 | 827.020                    |
| 43      | Vijayawada       | Andra Pradexe     | 1.048.240 | 851.282                    |
| 44      | Jodhpur          | Rajastão          | 1.033.900 | 851.050                    |
| 45      | Madurai          | Tamil Nadu        | 1.016.880 | 928.869                    |
| 46      | Raipur           | Chatisgar         | 1.010.087 | 605.747                    |
| 47      | Kota             | Rajastão          | 1.001.365 | 694.310                    |